# Maddy Siegrist
Madison „Maddy” Siegrist (ur. 22 maja 2000) – amerykańska koszykarka występująca na pozycjach niskiej lub silnej skrzydłowej, w okresie letnim zawodniczka Dallas Wings w WNBA.

## Osiągnięcia
Stan na 5 marca 2024, na podstawie, o ile nie zaznaczono inaczej.

### NCAA
- Uczestniczka rozgrywek:
  - Sweet 16 turnieju NCAA (2023)
  - II rundy turnieju NCAA (2022, 2023)
- Koszykarka roku konferencji Big East (2022, 2023)
- Najlepsza pierwszoroczna koszykarka konferencji Big East (2020)
- Laureatka nagrody Katrina McClain Award (2023 dla najlepszej silnej skrzydłowej NCAA)
- Zaliczona do:
  - I składu:
    - All-American (2023 przez Associated Press, USBWA)
    - Big East (2020–2023)
    - najlepszych pierwszorocznych zawodniczek Big East (2020)

  - III składu All-American (2022 przez Associated Press, USBWA)
- Liderka:
  - NCAA w:
    - średniej zdobytych punktów (2023 – 29,2)
    - liczbie:
      - zdobytych punktów (2023 – 1081)
      - celnych rzutów z gry (2023 – 403)

  - wszech czasów Big East w średniej punktów (24,3)
  - Big East w:
    - średniej:
      - punktów (2021 – 22,8, 2022 – 25,3, 2023 – 29,2)
      - zbiórek (2021 – 9,8)

    - liczbie:
      - punktów (2020 – 583, 2023 – 1081)
      - zbiórek (2020 – 277, 2021 – 235)
      - celnych rzutów:
        - z gry (2023 – 403)
        - wolnych (2021 – 89, 2023 – 223)

      - oddanych rzutów:
        - z gry (2021 – 431)
        - wolnych (2021 – 115, 2023 – 260)